# Blocco latino

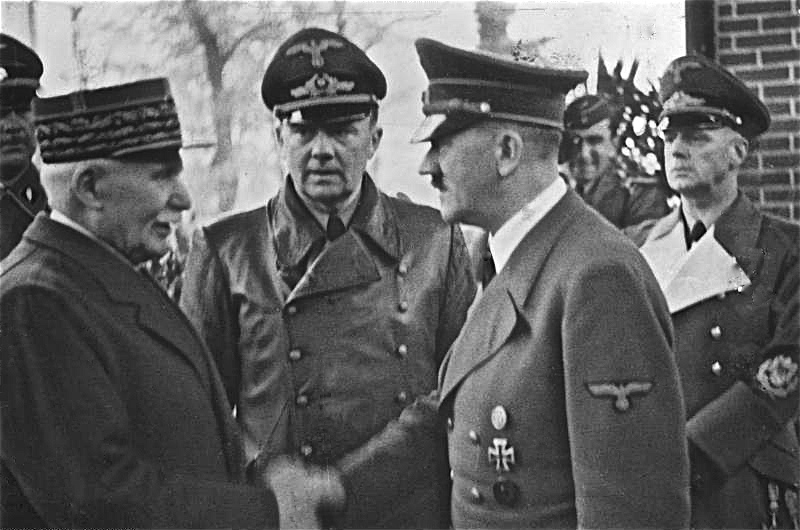
Incontro tra Philippe Pétain (sx) e Hitler (dx) nel 1940

Il blocco latino era una proposta di alleanza progettata tra gli anni venti e gli anni quaranta del XX secolo. La prima proposta in tal senso fu formulata dall'allora capo del governo italiano Benito Mussolini nel 1927.

## Storia
La proposta del blocco latino avrebbe dovuto coinvolgere l'Italia, la Francia, la Spagna e il Portogallo (e forse la Romania).
Sarebbe stata un'alleanza basata sulla cultura e civiltà latina comune.
Negli anni trenta, il primo ministro francese Pierre Laval, con l'appoggio dei conservatori francesi, espresse il suo sostegno ad un blocco latino con Italia e Spagna.
Durante la seconda guerra mondiale la proposta venne discussa tra il Caudillo Francisco Franco per la Spagna, Mussolini per l'Italia e il capo di stato della Francia di Vichy, Philippe Pétain. Il blocco previsto avrebbe unito Italia, Francia, Spagna, Portogallo e Città del Vaticano in un'alleanza basata sull'unità degli Stati europei aventi cultura latina, che avrebbe dovuto bilanciare il peso della Germania all'interno dell'Asse.
L'idea principale era quella di creare un "asse Roma-Madrid"; Franco assunse un ruolo di notevole importanza nel promuovere la proposta, discutendone sia con il leader francese di Vichy Pétain, durante il loro incontro a Montpellier in Francia nel 1940, che con Mussolini nel loro incontro a Bordighera nel 1941.
La Germania sostenne tale proposta e la propaganda tedesca assistette quella italiana nel promuovere il progetto.
In particolare, nell'ottobre 1940 il Führer della Germania Adolf Hitler, durante l'incontro di Hendaye (sul confine franco-spagnolo) con Francisco Franco, discusse della possibilità da parte della Spagna di formare un blocco latino con l'Italia e la Francia di Vichy in modo da creare una forza comune contro la Gran Bretagna per il controllo del Mediterraneo.
Tuttavia l'alleanza non ebbe mai modo di concretizzarsi.